# メリリー・ウィー・ロール・アロング
『メリリー・ウィー・ロール・アロング』（Merrily We Roll Along）は 、1950年代のニューヨーク、ブロードウェイのバックステージを舞台に、ショービジネスで成功を夢見る若者たちの友情と挫折、失われた絆と人生を“逆再生”で描いたミュージカルである。
ジョージ・S・カウフマンとモス・ハートによる1934年の同名の戯曲を原作としている。

## 日本における公演

### ミュージカル『メリリー・ウィー・ロール・アロング 〜それでも僕らは前へ進む〜』
- 2013年11月1日 - 17日、東京:天王洲 銀河劇場
- 2013年12月6日 - 8日、大阪:シアター・ドラマシティ

#### スタッフ
- 演出・振付：宮本亞門
- 翻訳：常田景子
- 訳詞・音楽監督助手：中條純子
- 企画制作：ホリプロ

#### キャスト
小池徹平、柿澤勇人、ラフルアー宮澤エマ、上山竜司、広瀬友祐、海宝直人、
菊地創、山田宗一郎、上條駿、小此木麻里、関谷春子、皆本麻帆、万里紗、ICONIQ、高橋愛

### ミュージカル『メリリー・ウィー・ロール・アロング』～あの頃の僕たち～
- 2021年5月17日～31日／東京・新国立劇場 中劇場
- 2021年6月4日・5日／名古屋・愛知県芸術劇場大ホール
- 2021年6月11日・12日／大阪・梅田芸術劇場メインホール

#### スタッフ
- 演出：マリア・フリードマン
- 振付：ティム・ジャクソン
- 翻訳：常田景子
- 訳詞：中條純子

#### キャスト
平方元基、ウエンツ瑛士、笹本玲奈、昆夏美、今井清隆、朝夏まなと
岸祐二、上口耕平、渚あき、中別府葵、宮原浩暢、中井智彦、井阪郁巳、家塚敦子、三木麻衣子、森加織、雅原慶、高木裕和、前田武蔵・荒井天吾（Wキャスト）
| 役名                     | 役柄                   | 2013年             | 2021年            |
| ------------------------ | ---------------------- | ------------------ | ----------------- |
| フランクリン・シェパード | 作曲家・プロデューサー | 柿澤勇人           | 平方元基          |
| チャーリー・クリンガス   | 脚本家                 | 小池徹平           | ウエンツ瑛士      |
| メアリー・フリン         | 小説家・演劇評論家     | ラフルアー宮澤エマ | 笹本玲奈          |
| ベス・スペンサー         | 女優・フランクの前妻   | 高橋愛             | 昆夏美            |
| ジョー・ジョーゼフソン   | BWプロデューサー       | 広瀬友祐           | 今井清隆          |
| ガッシー・カーネギー     | 女優・フランクの妻     | ICONIQ             | 朝夏まなと        |
| テリー                   | スタジオ経営者         | 菊地創             | 岸祐二            |
| タイラー                 | 発明家                 | 上山竜司           | 上口耕平          |
| スコッティ               | フランクのマネージャー | 関谷春子           | 渚あき            |
| メグ                     | 新人女優               | 皆本麻帆           | 中別府葵          |
| ジェローム               | フランクの顧問弁護士   | 山田宗一郎         | 宮原浩暢          |
| バンカー                 | 実業家                 | 上條駿             | 中井智彦          |
| ルー                     | 映画作家               | 海宝直人           | 井阪郁巳          |
| ドリー                   | ジェロームの妻         | 万里紗             | 家塚敦子          |
| K・T                     | ジャーナリスト         | 小此木麻里         | 三木麻衣子        |
| ジュディ                 | テレビキャスター       |                    | 森 加織           |
| ゲスト                   | パーティー客           |                    | 雅原慶            |
| ゲスト                   | パーティー客           |                    | 高木裕和          |
| フランクJr.              | フランクとベスの息子   |                    | 前田武蔵/荒井天吾 |

## 映画化
2019年、リチャード・リンクレイター監督が本作の映画化作品を20年かけて撮影し、キャストが登場人物とともに年を重ねるようにする（これは同監督が『6才のボクが、大人になるまで。で用いた撮影スタイルと同じである）と発表した。ベン・プラット、ポール・メスカル、ビーニー・フェルドスタインがそれぞれチャーリー、フランク、メアリーを演じるが、メスカルは当初このプロジェクトに参加していたブレイク・ジェンナーの降板に伴って起用された。